# Studentbal

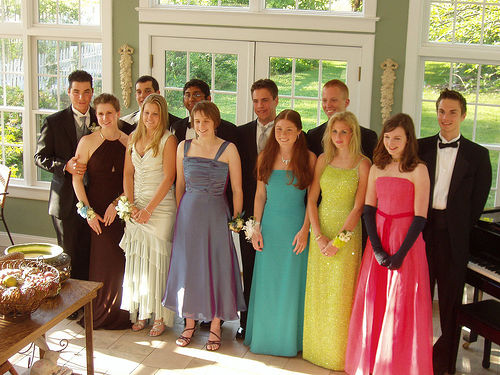
En typisk samling, med pojkar i smokingar, och flickor i klänningar med bröstbuketter på sina handleder.

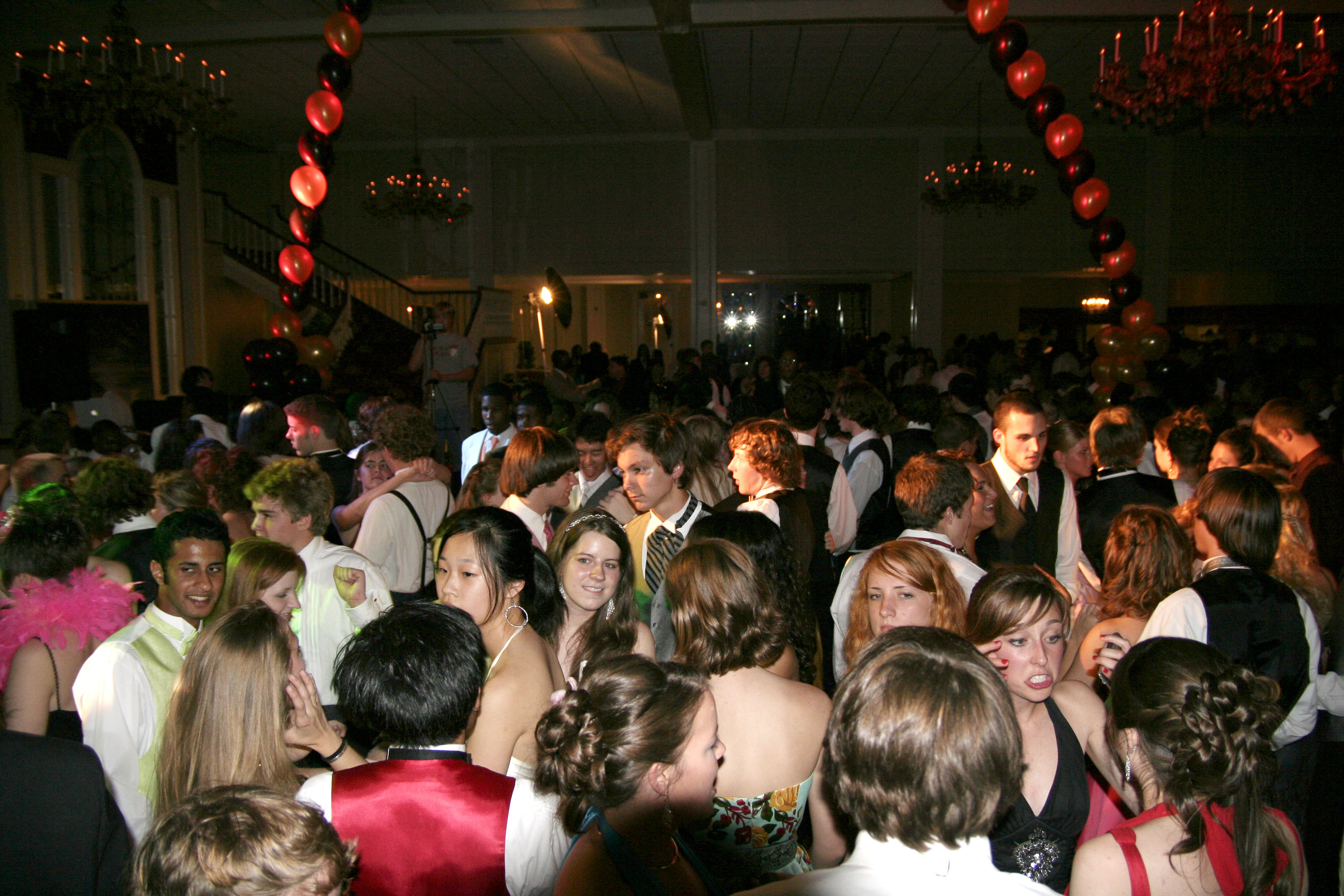
Ett fyllt dansgolv på en studentbal

En studentbal är en formell bal eller annan samling av studenter, exempelvis en avslutningsmiddag med tillhörande festligheter, som avslutar sekundärutbildningar som gymnasieskola, high school, läroverk eller annan liknande skolform, och hålls vanligtvis i slutet av läsåret eller när man tar studenten.
På studentbalen finns emellanåt en "kung" och en "drottning" som kan ha röstats fram av eleverna innan själva balen. Studentbaler förekomst skiljer sig i olika länder men i och med dess höga  social status i USA och många andra engelsktalande länder har den blivit ett välkänt inslag i populärkulturen och porträtteras återkommande i skönlitteraturen, spelfilmer och tv-serier.